# Marco Ceron
Marco Ceron (Mirano, 16 giugno 1992) è un cestista italiano.

## Carriera

### Club
Di proprietà della Reyer Venezia, dal 2011 al 2012 è in prestito al Basket Recanati per poi passare, nella stagione 2012-2013 al Napoli Basketball in Legadue. Dopo l'esclusione dalla Legadue FIP 2012-2013 della società partenopea, viene svincolato da quest'ultima. SI trasferisce quindi alla Pallacanestro Lago Maggiore, con cui vince la Coppa Italia Lega Nazionale Pallacanestro 2012-2013, venendo nominato anche MVP.
Il 25 giugno 2013 viene annunciato il Ritorno a Napoli nella Azzurro Napoli Basket 2013, compagine iscritta al campionato di Legadue gold 2013-2014.
Il 10 luglio 2018 risolve il suo contratto con la VL Pesaro, firmando il giorno successivo un contratto biennale con la Leonessa Brescia.
Il 25 novembre 2018, durante uno scontro fortuito di gioco, con l'atleta di Torino Mouhammadou Jaiteh ha subito una gomitata, mentre cercava di prendere un rimbalzo, procurandosi una frattura al cranio che necessita di un'operazione. Nel novembre 2019, esattamente un anno dopo il brutto infortunio, gli viene data l'idoneità sportiva, potendo così tornare a giocare.

### Nazionale
Con l'Italia under 20 ha vinto l'argento agli Europei di categoria nel 2011.

## Palmarès

### Club

#### Competizioni nazionali
- Supercoppa italiana: 1

Virtus Bologna: 2021
- Eurocup: 1

Virtus Bologna: 2021-22
- Coppa Italia LNP: 1

Lago Maggiore: 2013

#### Individuale
- MVP Coppa Italia Lega Nazionale Pallacanestro: 1

Lago Maggiore: 2013

#### Nazionale
- Europei Under-20:

 Spagna 2011